# Рюмин, Пётр Михайлович
Петр Михайлович Рюмин (1850—1918) — предводитель дворянства Серпуховского уезда Московской губернии.

## Биография
Его отец, Михаил Андреевич Рюмин, переселившись из Сибири, купил в 1853 году усадьбу Садки на реке Лопасня у Василия Михайловича Еропкина.
После окончания физико-математического факультета Московского университета (1868) служил в 7-м департаменте Сената; дослужился до звания гофмейстера Двора Его Императорского Величества. С конца 1870-х годов его неоднократно избирали предводителем дворянства Серпуховского уезда; в 1893 году он был избран предводителем на пятое трёхлетие. Рюмин исполнял обязанности смотрителя учебных заведений в уезде, в 1890 году стал председателем уездного тюремного комитета города, в 1901 году стал почётным попечителем
Серпуховской Александровской мужской гимназии, где в те годы были учреждены девять стипендий, из которых одна — имени Рюмина. Была его именная стипендия в числе семи учрежденных прочих и в Николаевской женской гимназии в Серпухове.
В Серпуховском уезде у Рюмина было 1630 десятин, 1096 саженей земли, в Подольском уезде — 433 десятины 2105 саженей. Под строительство Лопасненской почты Рюмин безвозмездно выделил из своих владений земельный участок, выделил финансовые средства.
Согласно формулярному списку П. М. Рюмин был дважды женат: от первой жены, Марии Модестовны Бороздиной, он имел четверых детей: Варвару (1874), Михаила (1875), Веру (1880), Игоря (1886). В 1891 году, после смерти Марии Модестовны, он вступил в брак с Марией Фёдоровной Логвиновой, танцовщицей кордебалета Большого театра. В это же время Рюмин имел намерение продать усадьбу, о чём писал 16 июня 1892 года А. П. Чехов А. С. Суворину: «Рюминское имение в полном порядке. Говорят, есть даже зоологический сад».
В 1893 г в сорок три года потомственный дворянин П. М. Рюмин имел орден Св. Владимира 4-й степени, орден Св. Станислава 2-й степени, темно-бронзовую медаль на Александровской ленте в память Священного Коронования, состоявшегося 15 мая 1883 года.
В 1899 г с подачи уездного предводителя дворянства П. М. Рюмина, за активное участие в ремонте и в строительстве школ в Серпуховском и Подольском уездах, его личный помощник по наблюдению за начальными училищами, дворянин А. П. Чехов получил орден Св. Станислава 3-й степени.
Коллекция оружия П. М. Рюмина была передана в Серпуховский историко-художественный музей.